# Asse Owenmark
Asse Owenmark, egentligen Ester Blenda Margareta Ovenmark, född 29 december 1916 i Råneå församling i Norrbottens län, död 28 december 2006 i Motala församling i Östergötlands länär en svensk målare och tecknare. 
Owenmark var autodidakt som konstnär, hon genomförde några studieresor 1950 till Frankrike, England och Skottland. 1956 hade hon en separat utställning i Halmstad med landskap och stilleben i pastell, och hon medverkade på Östgöta konstförenings utställning i Motala 1957. 
Bland hennes offentliga arbeten märks utsmyckning av Folkets Husföreningars samlingslokaler och Våra Gårdar.
Hennes konst består huvudsakligen av arbeten i pastell, akvarell och tusch.
Owenmark är representerad vid Östergötlands läns landsting, Stockholms läns landsting, Motala kommun, Vadstena kommun, Vaggeryds kommun, Vingåkers kommun och Västerviks  kommun. 
Hon var dotter till landstingsmannen Emil Emanuel Bäck och Thilma Theodora Andrietta Björk. Hon gifte sig 1937 med folkskolläraren Olof Owenmark (1909–2000).